# Comissão do Oceano Índico

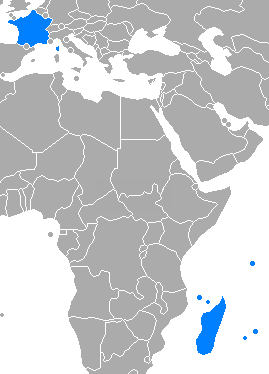
Membros da Comissão do Oceano Índico.

Comissão do Oceano Índico (em francês:  Commission de l'Océan Indien, COI) é uma organização intergovernamental criada em 1982 em Port Louis, Maurícia, e institucionalizada em 1984 pelo Acordo de Victoria em Seychelles. O COI é composto por cinco nações do Oceano Índico Africano: Comores, Madagascar, Ilhas Maurício, Reunião (uma região ultramarina da França) e Seychelles. Não obstante as suas diferentes características (Reunião como região ultramarina francesa; Maurícias e Seicheles como países de rendimento médio, enquanto Comores e Madagáscar estão entre os países menos desenvolvidos), as cinco ilhas partilham proximidade geográfica, relações históricas e demográficas, recursos naturais e problemas de desenvolvimento.